# Estación Don Bosco (Transmetro Guatemala)
La Estación Don Bosco es una de las estaciones del eje sur del Transmetro de la Ciudad de Guatemala.
Está ubicada al final de la 1a. Avenida y 25 Calle de la Zona 1 de Ciudad de Guatemala a cercanías de la Avenida Bolívar.
- Datos: Q21002810